# Hôtel de la Bretesche
Cet article possède un paronyme, voir Bretèche (homonymie).
L’hôtel de la Bretesche est un hôtel particulier situé au no 30 rue Saint-Guillaume, dans le 7e arrondissement de Paris. Partiellement démoli, il a été reconstruit pour servir de siège à la bibliothèque de Sciences Po. Il est la propriété de la Fondation nationale des sciences politiques.

## Histoire

### Construction et propriété
L'hôtel de la Bretesche est construit au XVIIe siècle par la famille de la Bretesche. L'hôtel est transmis sur plusieurs générations dans la famille avant d'être vendu à un autre propriétaire. Théodore Vernier y habite. Au XXe siècle, l'hôtel est divisé en plusieurs appartements, qui sont loués à des habitants.

### Propriété de l'Institut d'études politiques de Paris (1953)
En 1947, Jacques Chapsal devient directeur de l'IEP de Paris et s'engage dans une politique de développement immobilier de l'école. Après s'être porté acquéreur en 1946 de l'hôtel de La Meilleraye, l'Institut cherche à acquérir un nouveau bâtiment rue Saint-Guillaume. En 1953, l'hôtel de la Bretesche sis au 30, rue Saint-Guillaume, est mis en vente et immédiatement acheté. Il est alors insalubre.
En 1961, Chapsal fait engager des travaux importants de réhabilitation du terrain après avoir garanti le budget nécessaire,. Une majeure partie de l'hôtel est alors démolie pour être remplacée par un bâtiment plus moderne. En 1963, le nouveau bâtiment ouvre, et dispose alors de trois étages en sous-sol et six étages au-dessus de la terre, en plus du rez-de-chaussée qui sert à la librairie de Sciences Po. Le cabinet d'Henri Martin, qui avait déjà réalisé la nouvelle façade de l'hôtel de Mortemart, est à nouveau responsable des travaux.
La bibliothèque de Sciences Po est alors en partie déménagée dans l'hôtel, comme une forme d'extension de celle qui se trouve dans l'hôtel de Mortemart. Un tunnel souterrain relie les deux hôtels et permet de faire transiter les inventaires.
En 2000, l'hôtel dispose de 1 400 m² de magasins et 182 places de lecture. Le bâtiment fait l'objet de travaux importants au début des années 2000, et la suppression des escaliers intérieurs permet de dégager environ 500 m² de surface.